# Shadow Force: Razor Unit
Shadow Force: Razor Unit — бюджетная компьютерная игра в жанре шутера от первого лица, разработанная румынской студией FUN Labs и изданная компанией Activision Value эксклюзивно для Windows в 2002 году.
В 2003 году игра была переиздана под названием Delta Ops: Army Special Forces

## Геймплей и сюжет
Shadow Force: Razor Unit представляет собой шутер от первого лица. Игроку, выступающему в роли американского спецназовца, предлагается выполнить серию контртеррористических миссий на Ближнем Востоке.

## Особенности
Игра рассчитана как на однопользовательский, так и на многопользовательский режим.
Игра использует технологию EAX 3.0.

## Критические отзывы
| Сводный рейтинг       | Сводный рейтинг                        |
| Агрегатор             | Оценка                                 |
| --------------------- | -------------------------------------- |
| MobyRank              | 39 %                                   |
| Иноязычные издания    |                                        |
| Издание               | Оценка                                 |
| GameSpot              | Shadow Force: 4,6/10 Delta Ops: 2,1/10 |
| IGN                   | 5/10                                   |
| LeveL                 | 65 %                                   |
| Micromanía            | 52/100                                 |
| Русскоязычные издания |                                        |
| Издание               | Оценка                                 |
| Absolute Games        | 40 %                                   |
| «Игромания»           | 5,5/10                                 |
| «Страна игр»          | 3/10                                   |

Как бюджетная игра, разработанная малоизвестной компанией, Shadow Force: Razor Unit не получила заметного освещения в прессе и удостоилась лишь негативных отзывов.
Обозреватель журнала «Страна игр» Анатолий Норенко выставил игре 3 балла из 10, раскритиковав все аспекты геймплея Shadow Force. В числе прочего рецензент отметил «аляповатые» уровни, «супостатов с неуклюжей анимацией и оружием, напоминающим поделки школьников из дерева» и «чересчур самостоятельное управление, которое так и норовит увести героя из-под контроля». Приглянулась рецензенту лишь «симпатичная менюшка с оригинальным курсором в виде лазерного луча».
Антон Логинов («Игромания») сравнил Shadow Force с предшествующей игрой FUN Labs — Secret Service, заявив, что разработчики выпустили по сути ту же самую игру под новым названием. Он охарактеризовал Shadow Force как «продукт, явно пытающийся выплыть на волне патриотизма в США».
Михаил Калинченков (Absolute Games) описал геймплей Shadow Force следующим образом: «Однообразные перебежки, изредка сопровождаемые переговорами невидимых спецназовцев с совершенно ужасным произношением, унылые перестрелки, примитивные намёки на разделение целей в ходе неприлично коротких миссий — атмосфера, что вполне логично, нулевая».
Негативную оценку переизданию Delta Ops: Army Special Forces выставил журналист издания GameSpot.